# すとれちあ丸
すとれちあ丸（すとれちあまる）は、かつて日本の東海汽船で就航していた貨客船。姉妹船におがさわら丸（初代）がある。

## 概要
1978年より、ふりいじあ丸に代わり東京 - 三宅島 - 八丈島を結ぶ八丈島航路に就航。また、従来はふりいじあ丸が就航していた小笠原航路のおがさわら丸のドック期間中の代船も1986年1月28日から就航した。前部と後部にトムソン式デリッククレーンを1基ずつ装備しているのが外観の大きな特徴である。また臨機応変に配船を変える東海汽船では珍しく引退するまで八丈島航路のみを務めた。
東海汽船フリートでは初めて可変ピッチプロペラとフィンスタビライザーを導入。また1981年に東大工学部乾 宗夫名誉教授と川崎重工の共同開発した川崎式船尾端バルブ（stern end bulb）の装備船第1号になる。新造時と比較して20.3ノットの航海速力で約5％の馬力節約が認められ、逆に同じ馬力で走らせると0.25ノット速力が向上した。。
2002年5月15日の航海をもって退役後に大規模な改装を経て、船体ブロック運搬船「常秀丸」として、日本と中華人民共和国を結ぶ航路に就航。
その後、2012年に解体された模様。

## 航路
- 東京 - 八丈島航路（1978年 - 2002年）
  - 東京 - 三宅島 - 御蔵島 - 八丈島

## 出来事
- 1982年11月15日、昭和天皇が八丈島と三宅島を訪れた際、八丈島から三宅島間で乗船した[7]。
- 1995年2月25日、三宅島沖で乗り揚げ事故を起こした[8]。
- 2000年、三宅島が噴火したさい、全島避難に使用された[9]。